# Élections législatives belges de 1946
Les élections législatives du 17 février 1946 permirent de renouveler la Chambre des représentants de Belgique et le Sénat.
Il s'agit du premier scrutin depuis la Seconde guerre mondiale, le dernier en date étant celui de 1939.
Ces élections voient la victoire du Parti social-chrétien. On note aussi une forte percée des Communistes, et une légère augmentation en faveur du Parti Socialiste Belge.

## Contexte
Les élections législatives belges du 17 février 1946, premières consultations nationales depuis la Seconde Guerre mondiale, se sont déroulées dans un contexte de reconstruction et de fortes tensions politiques. Le pays sort à peine de l’occupation allemande, la société est marquée par les séquelles du conflit, et la question du retour du roi Léopold III divise profondément l’opinion publique. Les divisions politiques concernant la question royale conduiront notamment à la chute du gouvernement Van Acker I en juin 1945 et à la formation du gouvernement Van Acker II sans les catholiques. Sur le plan économique et social, les besoins de reconstruction sont immenses, et l’ensemble des formations politiques cherchent à incarner l’espoir d’un nouveau départ. En effet, deux partis changent de nom pour ce scrutin :
- Le Parti Catholique devient le Parti Social-Chrétien (PSC-CVP)[3].
- Le Parti Ouvrier Belge devient le Parti Socialiste Belge (PSB-BSP)[4].

Ce nouveau départ veut également être incarné par l'Union Démocratique Belge (UDB) qui fut créée à Londres, lors de Seconde Guerre mondiale. L’Union souhaitait représenter les résistants et mettre de l’avant une politique progressiste sur le plan social. Elle voulait dépasser les divisions idéologiques d’avant-guerre.
Ces élections sont également marquées par l'absence de partis politiques ayant collaboré avec l'occupant. Les nationalistes fascistes de Rex et ceux flamands du VNV.

## Résultats

### Chambre des Représentants

#### À l'échelle du Royaume[8]
|                      |                                  |           |           |           |        |        |
| Parti                | Parti                            | Voix      | Voix      | Voix      | Sièges | Sièges |
| Parti                | Parti                            | Voix      | %         | +/-       | Sièges | +/-    |
|                      | Parti Social-Chrétien (PSC/CVP)  | 1 006 293 | 42,54     | 8,96      | 92     | 19     |
|                      | Parti Socialiste Belge (PSB/SP)  | 746 738   | 31,57     | 2,13      | 66     | 2      |
|                      | Parti Communiste Belge (PCB/KPB) | 300 099   | 12,69     | 8,04      | 23     | 14     |
|                      | Parti Libéral (PL/LP)            | 211 143   | 8,93      | 8,25      | 16     | 17     |
|                      | Union Démocratique Belge (UDB)   | 51 095    | 2,16      | Nv.       | 1      | 1      |
|                      | Cartel Libéral-Social            | 37 844    | 1,60      | 0,84      | 4      | 2      |
|                      | Union des métiers                | 3 360     | 0,14      | Nv.       | 0      | Nv.    |
|                      | Frenssen                         | 2 480     | 0,10      | 0,45      | 0      | 1      |
|                      | Isolés                           | 2 407     | 0,10      | Nv.       | 0      | Nv.    |
|                      | Parti d'Unité Wallonne           | 1 774     | 0,07      | Nv.       | 0      | Nv.    |
|                      | Mouvement Populaire Belge        | 865       | 0,04      | Nv.       | 0      | Nv.    |
|                      | Résistants                       | 676       | 0,03      | Nv.       | 0      | Nv.    |
|                      | Indépendants                     | 378       | 0,02      | Nv.       | 0      | Nv.    |
|                      | Classes Moyennes                 | 274       | 0,01      | Nv.       | 0      | Nv.    |
|                      | Belge Libre Indépendant          | 212       | 0,01      | Nv.       | 0      | Nv.    |
| Total                | Total                            | 2 365 638 | 2 365 638 | 2 365 638 | 202    | 202    |
| Electeurs inscrits   | Electeurs inscrits               | 2 724 796 | 2 724 796 | 2 724 796 |        |        |
| Votes déposés        | Votes déposés                    | 2 460 609 | 90,30     | 11,3      |        |        |
| Votes blancs et nuls | Votes blancs et nuls             | 94 971    | 3,90      | 3,3       |        |        |

Les grands gagnants du scrutin sont les communistes (PCB/KPB), les socialistes (PSB/BSP) et les sociaux-chrétiens (PSC/CVP). Le PSC/CVP remporte les élections haut la main. Le succès du parti repose pour une bonne partie à la récupération des voix des nationalistes flamands du VNV, des rexistes et, dans une certaine mesure à des voix libérales. Les socialistes renforcent leurs positions, malgré la présence des communistes et de leurs attaques virulentes à leur encontre durant la campagne. Ils profitent également de leur bilan concernant la politique sociale et l'amélioration des conditions de vie. Les communistes réalisent une forte poussée, grâce notamment à leurs implications dans la résistance, mais cette progression est limitée par les conséquences de leurs participations au gouvernement Van Acker II.
Les grands perdants du scrutin sont les libéraux (PL/LP) et les unionistes (UDB). Le PL/LP accuse une lourde défaite, le parti semblait dépassé pour une partie de l'électorat. D'autant plus que la plupart des figures fortes du parti sont décédées durant la guerre. Déception importante pour l'UDB, qui avait l'espoir de faire un score bien meilleur. Mais en l'absence d'une organisation et d'un cadre à l'instar des grands partis et d'un bilan à défendre. Ils n'ont pas su convaincre de nouveaux électeurs.

### Sénat
|                         |                              |           |      |        |  |  |  |  |
| Parti                   | Parti                        | Voix      | %    | Sièges |  |  |  |  |
|                         | PSC                          | 999 264   | 42,7 | 51     |  |  |  |  |
|                         | PSB                          | 729 943   | 31,2 | 34     |  |  |  |  |
|                         | PCB                          | 300 655   | 12,9 | 11     |  |  |  |  |
|                         | PL                           | 214 837   | 9,2  | 4      |  |  |  |  |
|                         | UDB (Dissidents catholiques) | 48 441    | 2,1  | 0      |  |  |  |  |
|                         | Cartel libéral-socialiste    | 33 732    | 1,4  | 1      |  |  |  |  |
|                         | Autres partis                | 11 383    | 0,5  | 0      |  |  |  |  |
|                         | Blancs et non valides        |           | –    | –      |  |  |  |  |
|                         | Total                        | 2 338 255 | 100  | 101    |  |  |  |  |
| Source: Nohlen & Stöver |                              |           |      |        |  |  |  |  |